# T Tauri
T Tauri – gwiazda zmienna w gwiazdozbiorze Byka, odkryta przez Johna Hinda. Nazwano od niej całą klasę gwiazd zmiennych – typu T Tauri
Jak wszystkie inne gwiazdy typu T Tauri, jest to bardzo młoda gwiazda licząca zaledwie kilka milionów lat. Oddalona jest od Ziemi o 576 lat świetlnych, a jej wielkość gwiazdowa zmienia się od 9,3m do 14m.
T Tauri to system wielokrotny, składający się z przynajmniej trzech gwiazd, z czego tylko jedna emituje światło widzialne – dwie pozostałe są źródłami podczerwieni, jedna źródłem radiowym.
W pobliżu gwiazdy T Tauri znajduje się słaba Mgławica Zmienna Hind NGC 1555.